# Томас Гельмер
Томас Гельмер (нім. Thomas Helmer, нар. 21 квітня 1965, Герфорд) — колишній німецький футболіст, що грав на позиції захисника та півзахисника. Відомий, зокрема, виступами за дортмундську «Боруссію», «Баварію», а також національну збірну Німеччини.

## Клубна кар'єра
В кінці сезону 1984-85 Томас дебютував в Бундеслізі за «Армінію». 23 березня 1985 року в матчі з гельзенкирхенським «Шальке» Томас вийшов на поле як одна з останніх надій. Але і він не зміг допомогти, білефельдці начисто програли матч з рахунком 0-3. Сезон теж не був врятований; за його підсумками «Армінія» вилетіла в Другу Бундеслігу, де Томас Хельмер показав себе в усій красі і сезон 1986-87 починав вже у дортмундській «Боруссії». Там він відразу став гравцем основи і провів шість непоганих сезонів, зігравши в цілому 190 матчів і забивши 16 м'ячів в усіх турнірах.
Влітку 1992 року Томас перейшов у мюнхенську «Баварію» за 7,5 мільйонів марок, через те що дортмундці не хотіли посилювати конкурента і намагалися продати футболіста французькому «Ліону». У мюнхенців на той час гостро стояло питання про захисників - завершив кар'єру Гансі Пфлюглер, перейшов до «Гамбурга» Маркус Баббель. Практично не маючи конкуренції, Гельмер відразу ж став на довгий час гравцем основи. Дебют в «Баварії» відбувся 15 серпня 1992 року у матчі першого туру проти «Юрдінгена», що завершився перемогою мюнхенців з рахунком 3-0. Томас провів на полі увесь матч і навіть встиг відзначитися забитим м'ячем на 85-й хвилині зустрічі. 1997 року Томас став капітаном команди, змінивши легендарного Лотара Маттеуса і залишався ним до 1999 року, доки не покинув клуб.
Томас вирішив змінити прописку: він підписав контракт з англійським «Сандерлендом», хоча йому пропонував контракт «Ліверпуль». Проте тодішній тренер «Сандерленда» Пітер Рід не бачив його в основі і на початку сезону Гельмер за орендною угодою перебрався до берлінської «Герти» і провів там п'ять матчів. У січні 2000 року повернувся в Англію, але заграти там не зміг і вирішив завершити футбольну кар'єру.

## Виступи за збірну
Всього за збірну Німеччини Томас грав протягом 8 років і провів за цей час 68 ігор, у яких забив 5 м'ячів. Дебют відбувся 10 жовтня 1990 року в товариському матчі із національною командою Швеції, який закінчився перемогою бундестіма з рахунком 3-1. Хельмер вийшов в основному складі і провів на полі увесь матч . 1992 року Томас Гельмер став срібним призером, а у 1996-му чемпіоном Європи.

## Титули і досягнення
«Баварія»
- Чемпіонат Німеччини
  - Чемпіон (3): 1993–94, 1996–97, 1998–99
  - Срібний призер (3): 1992–93, 1995–96, 1997–98
- Кубок Німеччини
  - Володар (1): 1997–98
  - Фіналіст (1): 1998–99
- Кубок німецької ліги
  - Володар (3): 1997, 1998, 1999
- Ліга чемпіонів УЄФА
  - Фіналіст (1): 1998–99
- Кубок УЄФА
  - Володар (1): 1995–96

 «Боруссія»
- Чемпіонат Німеччини
  - Срібний призер (1): 1991–92
- Кубок Німеччини
  - Володар (1): 1988–89
- Суперкубок Німеччини
  - Володар (1): 1989

 Збірна Німеччини
- Чемпіонат Європи
  - Чемпіон (1): 1996
  - Срібний призер (1): 1992